# جون گئورگیان
جون آندرانیکی گئورگیان (ارمنی: Ջոն Անդրանիկի Գևորգյան؛  زادهٔ ۲۷ دسامبر ۱۹۳۷) موسیقی‌دان، نوازنده اهل ارمنستان است. وی از سال میلادی تاکنون مشغول فعالیت بوده است.

## زندگی‌نامه
وی در در ایروان به دنیا آمد و از مدرسه موسیقی چایکوفسکی ایروان (۱۹۵۵) کنسرواتوار دولتی کومیتاس ایروان (۱۹۶۰) فارغ‌التحصیل گشت. همچنین برندهٔ جوایزی همچون هنرمند شایسته جمهوری ارمنستان شده است.